# Johannes Otto (Geistlicher)
Johannes Otto (* in Stettin; † August 1545) war ein deutscher Jurist, Geistlicher und Hochschullehrer zur Zeit der Reformation in Pommern.

## Leben
Johannes Otto war der Neffe des gleichnamigen Kantors am Marienstift in Stettin. 1499 wurde er an der Universität Greifswald immatrikuliert, 1506 an der Brandenburgischen Universität Frankfurt und 1513 an der Universität Rostock. 1515 wurde er von Heinrich Mulert in Greifswald zum Doktor beider Rechte promoviert. Im selben Jahr war er Thesaurar am Stettiner Marienstift. 1517 wurde er zum Subdiakon geweiht. Er war Lektor für Zivilrecht an der Universität Greifswald und wurde für das Jurastudium als Priester von seiner Residenzpflicht entbunden. 1518 gehörte er zu den Räten der Hochschule und 1519 wurde er ihr Rektor.
1520 verließ er für einige Zeit die Universität Greifswald und wurde Vizepleban an der St.-Nikolai-Kirche in Stralsund. Nach Christian Ketelhot soll er zu dieser Zeit ein uneheliches Kind gehabt haben. Er kehrte nach Greifswald zurück, wo er 1524/25 erneut Rektor war. In den Jahren 1529 bis 1531 hatte er ein Vikarie in Reinberg. 1533 wurde er zum Koadjutor und Nachfolger des Pfarrers von Sagard ernannt. Ab 1534 war er Benefiziat in Horst und Vikar am Dom St. Nikolai in Greifswald. 1535 und 1536 war er Stiftsherr am Kollegiatstift von St. Nikolai. In dieser Zeit kaufte er vom Sagarder Pfarrer ein Haus in Greifswald, das er später an seine Magd und deren Kinder vererbte. Von 1536 bis 1539 war er Generaloffizial des Bischofs von Cammin in Greifswald.
1539 wurde als Pfarrer an der St.-Michael-Kirche in Sagard eingesetzt. Im selben Jahr trat er zur lutherischen Lehre über und ging im Herbst wieder als Professor für Zivilrecht an die neueröffnete Greifswalder Universität. 1543 wurde er zum dritten Mal deren Rektor. 
Sein Sohn Joachim wurde 1547 in Greifswald immatrikuliert.